# Операция «Север»
Опера́ция «Се́вер» — кодовое название операции министерства государственной безопасности СССР по массовому переселению в Сибирь сторонников организации свидетели Иеговы и членов их семей в Советском Союзе — 1 и 2 апреля 1951 года.
На Украине операция носила название «Тро́йка», поскольку, помимо свидетелей Иеговы, в ходе операции были переселены также кулаки и андерсовцы, и проходила неделей позже — 8 апреля 1951 года.

## Предыстория
До присоединения Прибалтики, Западной Белоруссии, Западной Украины, Бессарабии и Буковины к СССР в стране свидетелей Иеговы почти не было. Они в основном проживали на территории Молдавской ССР и Украинской ССР.
Из-за отказа служить в армии, отстранения от политики (свидетели Иеговы не вступали в компартию, комсомол и не разрешали своим детям вступать в ряды пионеров) и связей с США свидетели Иеговы столкнулись с противодействием со стороны коммунистического режима. Беспокойство власти также вызывали конспиративная и подпольная деятельность свидетелей и поддержка ими связи с Западом с помощью шифровок и тайных контактов (из-за границы — в основном из Польши — доставлялась литература, а за границу отправлялись отчёты о проповеднической деятельности организации). Вскоре их учения были расценены как антисоветские. Свидетели Иеговы рассматривались как элементы, несущие потенциальную опасность.
В годы после Великой Отечественной войны после внедрения в организацию агентов КГБ сотни свидетелей Иеговы были арестованы, а в 1949 году около 4800 свидетелей Иеговы из Молдавской ССР были депортированы в Казахстан в ходе операции «Юг». Однако министр госбезопасности СССР Виктор Абакумов признал, что эти меры не помогали остановить подпольную деятельность. В связи с этим, в ноябре 1950 года Абакумов представил Иосифу Сталину план их депортации, и Сталин утвердил осуществление плана на март — апрель 1951 года.

## Реализация плана
19 февраля 1951 года Абакумов в секретном сообщении Сталину подробно разъяснил план депортации в Томскую и Иркутскую области. Это сообщение, сегодня известное как записка МГБ СССР «О необходимости выселения из западных областей Украины и Белоруссии, Молдавской, Латвийской, Литовской и Эстонской ССР участников антисоветской секты иеговистов и членов их семей», позднее было рассекречено.
3 марта 1951 года Сталин подписал постановление № 667-339сс с требованием «выселение произвести навечно». Постановление разрешало перевозку до 1500 килограммов имущества (ценностей, вещей и запаса продовольствия) на семью и предусматривало конфискацию остального имущества депортируемых (оно обращалось на покрытие затрат по государственным обязательствам). Согласно Постановлению, перевозка должна была осуществляться в вагонах, оборудованных для перевозки людей в зимних условиях, в пути следования должно было осуществляться питание и медицинское обслуживание, а по прибытии выселяемые должны были быть трудоустроены. Постановление также вводило уголовную ответственность за побег с места поселения.
Определение состава выселяемых отличалось в разных республиках. Например, в Молдавии семья, в которой был хоть один свидетель Иеговы, вывозилась целиком. Однако на Западной Украине не подлежали выселению дети-пионеры и другие родственники (кроме родителей), которые не являлись свидетелями Иеговы; отличившиеся на фронте или имеющие медаль ветерана труда; также давалась возможность письменно отречься от веры и благодаря этому остаться на родине.
Были составлены поимённые списки верующих, подлежащих выселению. Всего в общей сложности планировалось переселить более 8,5 тысяч человек (более 3 тысяч семей). Выселяемым давалось два часа на сборы и 1500 кг вещей на семью.
В числе переселенцев оказался будущий председатель «Управленческого центра Свидетелей Иеговы в России» Василий Калин. По его словам, с собой разрешалось брать только запас продовольствия, одежду, личные вещи и мелкий сельскохозяйственный инвентарь. Людей перевозили в товарных вагонах. В вагоне, перевозившем семью Калина, было около 50 человек, все — свидетели Иеговы. Дорога до места ссылки заняла около месяца. Известны случаи как смерти ссылаемых в процессе перевозки, так и рождения детей прямо в вагонах. Прибывших расселяли в бараках по небольшим посёлкам (в ряде случаев — в землянках) и отправляли на тяжёлые работы, например, на лесоповал или на кирпичный завод.
Общее количество переселённых — 8576 человек (3048 семей), включая:
- Украинская ССР — 6140 человек (2020 семей);
- Белорусская ССР — 394 человека (153 семьи);
- Молдавская ССР — 1675 человек (670 семей);
- Латвийская ССР — 52 человека (27 семей);
- Литовская ССР — 76 человек (48 семей);
- Эстонская ССР — 250 человек (130 семей)[1][19][18].

По данным историка Константина Бережко, с учётом родственников итоговое число переселённых оказалось выше и составило 9793 человека.
В 1952 году министр Государственной безопасности С. Д. Игнатьев согласился с предложением секретаря ЦК КП(б) Молдавии Л. И. Брежнева о дополнительной высылке социально-опасных элементов и направил в ЦК КПСС письмо с предложением сослать из Бельского округа Молдавской ССР «ещё 850 семей сектантов иеговистов — 1700 человек».
Согласно справке начальника отдела «П» (отдела спецпоселений) МВД СССР Виктора Алидина, в 1953 году на спецпоселении находились 10 387 свидетелей Иеговы.
На месте ссылки свидетели Иеговы скрытно продолжали свою деятельность: собирались на встречи небольшими группами, проповедовали, привлекая новых членов, и даже подпольно печатали свою религиозную литературу. Власти старались пресекать подобную деятельность, ведя слежку и беседы с сотрудниками КГБ, устраивая обыски и привлекая виновных к уголовной ответственности. Так, семье Василия Калина несколько раз меняли место ссылки, а в 1962 году его брат Фёдор был осуждён на 3 года лишения свободы за проповедь.

## Амнистия и реабилитация
Только в 1965 году в соответствии с Указом Президиума Верховного Совета СССР от 30 сентября 1965 г. № 4020-1У были сняты ограничения по спецпоселению и освобождены из-под административного надзора органов охраны общественного порядка участники «сект „свидетели Иеговы“, „истинно-православные христиане“, „иннокентьевцы“, „адвентисты-реформисты“ и члены их семей».
П. 2 указа гласил, что «снятие ограничений по спецпоселению для указанных лиц не влечёт за собой возврата им имущества, конфискованного при выселении», а возвращение к прежним местам жительства допускалось только по решению властей.
Указ также не означал снятия запрета на деятельность свидетелей Иеговы. После освобождения из ссылки свидетелей по-прежнему привлекали к ответственности за проповедь, хранение литературы и отказ от несения воинской службы.
В 1996 году указом президента России Бориса Ельцина все свидетели Иеговы, депортированные в Сибирь в годы СССР, были признаны жертвами политических репрессий и реабилитированы. Помимо удостоверения жертв политических репрессий, реабилитированные свидетели Иеговы получили льготы от государства и ежемесячную денежную выплату (на начало 2020-х она продолжает выплачиваться несмотря на последовавший в 2017 году запрет деятельности свидетелей Иеговы в России).

## Оценки и последствия
По мнению руководителя Польской исследовательской программы «Мемориала» Александра Гурьянова, депортация свидетелей Иеговы не была самой массовой по сравнению с другими подобными операциями в СССР, однако отличалась тем, что проводилась по конфессиональному признаку, а также тем, что оставалась в силе и после смерти Сталина.
По мнению кандидата исторических наук Константина Бережко, операция «Север», замысел которой был направлен на изоляцию свидетелей Иеговы, привела к обратным результатам: вероучение свидетелей распространилось сначала в Сибири, а затем — из-за запрета 1965 года вернуться в родные края — по всему Советскому Союзу. По его данным, к началу 1990-х годов в СССР насчитывалось уже более 45 тысяч свидетелей Иеговы.